# Julie de Troyes
Julie de Troyes (morte entre 270 et 275), vierge, avec ses compagnons Claude (ou Claudien), Juste, Jucondien (ou Jocondien ou Jucundien), et cinq autres martyrs, sous Aurélien à Troyes en Champagne ; fêtés le 21 juillet,.

## Référence
1. ↑  Nominis : Sainte Julie
2. ↑  Forum orthodoxe.com : saints pour le 21 juillet du calendrier ecclésiastique